# Je voudrais que quelqu'un m'attende quelque part
Pour l'adaptation, voir Je voudrais que quelqu'un m'attende quelque part (film).

Je voudrais que quelqu'un m'attende quelque part est un recueil de douze nouvelles écrites par Anna Gavalda en 1999.

## Historique
Ce premier recueil d'Anna Gavalda a remporté un grand succès public avec plus de 900 000 exemplaires vendus dans l'édition originale et près de 1 900 000 avec les rééditions en livre de poche.
Ce livre a obtenu le grand prix RTL-Lire et le prix des Inrockuptibles.